# Metallhydridspeicher

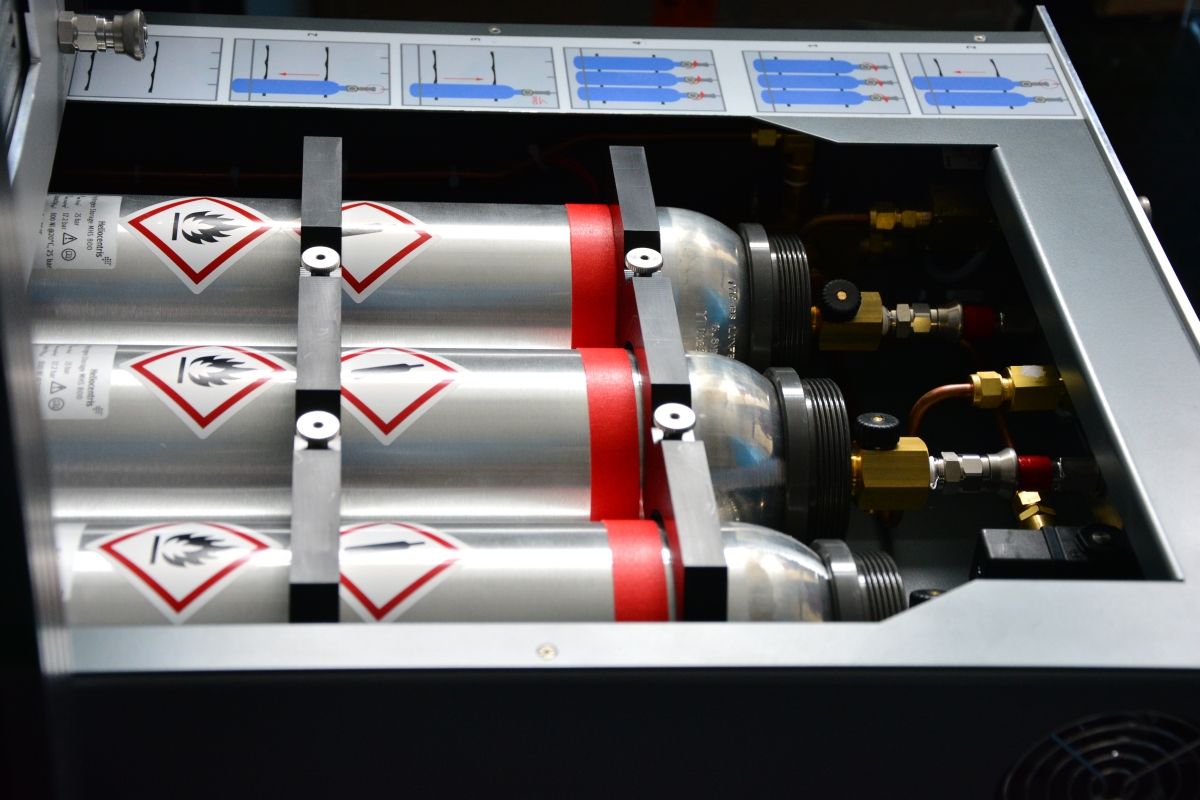
Metallhydridspeicher in einem Wasserstoffsystem

Ein Metallhydridspeicher (Hydridspeicher) ist ein Speicher für zunächst gasförmigen Wasserstoff.
Hierbei wird der Wasserstoff in einem Metall oder einer Metalllegierung gelöst gespeichert. Es bildet sich aus dem Metall und dem Wasserstoff eine Verbindung, das Metallhydrid. Durch Druckerniedrigung und leichte Wärmezufuhr kann der Wasserstoff wieder ausgetrieben werden. Aussichtsreiche Kandidaten sind zurzeit zum Beispiel die chemischen Verbindungen Magnesiumhydrid, Lithiumhydrid, Natriumborhydrid, Lithiumaluminiumhydrid und Amminboran.
Hydridspeicher sind eine mögliche Speichermethode der Wasserstofftechnologie für mobile Brennstoffzellen zum Beispiel in Automobilen oder tragbaren Computern.
Ein Nachteil des Hydridspeichers ist die hohe Masse durch die massive Metallfüllung und die relativ langsame Aufnahme und Abgabe des Wasserstoffs; einen Vorteil stellt die Sicherheit des gebundenen Wasserstoffs dar, da sich hoher Speicherdruck erübrigt.
Beispiele für den Einsatz eines Metallhydridspeichers sind die U-Boote der Klasse 212 A oder das Passagierboot Hydra, das mit einem solchen Speicher Wasserstoff für zwei achtstündige Betriebstage aufnehmen konnte.